# ZhongTong Bus

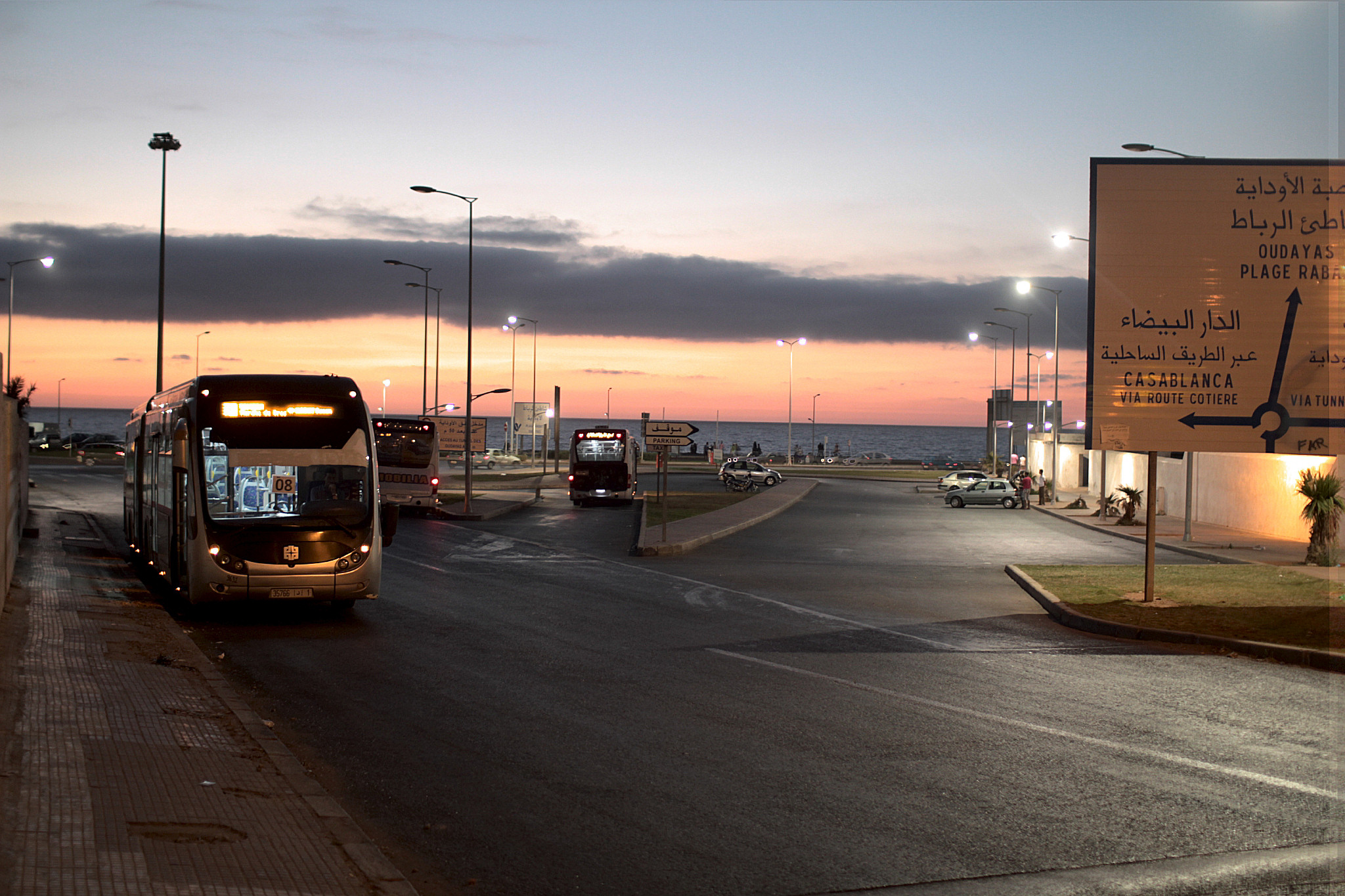
Een ZhongTong bus van het gemeentevervoersbedrijf van Rabat (juli 2012)

ZhongTong Bus (voluit Zhongtong Bus Holding Co Ltd (Chinees: 中通客车) is een Chinese autobusfabrikant uit Liaocheng in de provincie Shangdong. Het aan de Shenzhen Stock Exchange genoteerde bedrijf is een van China's grootste busondernemingen.

## Geschiedenis
Het bedrijf werd in 1958 opgericht als de Liaochengse Voertuig Fabrikatie en Reparatie Onderneming, en begon in 1971 met de fabrikatie van bussen. Na een aantal naamswijzigingen staat het bedrijf sedert 1998 bekend als de as Zhongtong Bus Holding Co Ltd in 1998.

## Bussen
Het bedrijf fabriceert bussen in alle soorten en maten, van 6 meter lange lichtgewicht bussen, tot 18 meter lange gelede luxebussen. Het bedrijf doet ook aan hybride bustechnologie.